# Liste der Naturdenkmale in Wunstorf
Die Liste der Naturdenkmale in Wunstorf nennt die Naturdenkmale in Wunstorf in der Region Hannover in Niedersachsen. Die Aufgaben der unteren Naturschutzbehörde hat die Stadt Wunstorf übernommen.

## Naturdenkmale
Im Gebiet der Stadt Wunstorf sind 4 Naturdenkmale verzeichnet.
| Bild            | Bezeichnung                             | Ort, Lage                                  | Beschreibung                                                               | Schutzzweck | Nummer   |
| --------------- | --------------------------------------- | ------------------------------------------ | -------------------------------------------------------------------------- | ----------- | -------- |
| Fotos hochladen | Galgenberg (bronzezeitliches Hügelgrab) | Blumenau (52° 26′ 30,7″ N, 9° 26′ 58,2″ O) |                                                                            |             | ND-H 083 |
| Fotos hochladen | Mammutbaum                              | Blumenau (52° 26′ 7,8″ N, 9° 27′ 2″ O)     |                                                                            |             | ND-H 089 |
| Fotos hochladen | Hainbuche                               | Wunstorf (52° 25′ 31″ N, 9° 25′ 49,4″ O)   |                                                                            |             | ND-H 099 |
| Fotos hochladen | Findling                                | Bokeloh (52° 24′ 53,7″ N, 9° 22′ 35,3″ O)  | Der Findling lag laut Übersichtskarte (Stand März 2009) einst im Hohenholz |             | ND-H 149 |